# Pterolophia ochreosignata
Pterolophia ochreosignata är en skalbaggsart som beskrevs av Stefan von Breuning 1974. Pterolophia ochreosignata ingår i släktet Pterolophia och familjen långhorningar.
Artens utbredningsområde är Filippinerna. Inga underarter finns listade i Catalogue of Life.